# Bheu Januário
Bheu António Januário (Beira, 11 agosto 1993) è un calciatore mozambicano, difensore del Songo.